# ワクワクキッチンカーニバル
『ワクワク♥キッチンカーニバル』は、福原遥の3枚目のシングル。2011年6月22日にキングレコードから発売された。

## 概要
3枚目のシングルとなるこの作品は福原が主人公の柊まいんを演じているEテレ「クッキンアイドル アイ!マイ!まいん!」2011年度主題歌として。初回盤のみDVD付き。

## 批評
CDジャーナルは「中学1年になって子役を脱しても完全無敵のキュートさは輝きを増すばかり。同世代のアイドル多しとて彼女のキャリアと才能にはなかなか追いつけまいん」と評した。

## 収録曲

### CD
（全作曲・編曲：川田瑠夏）
1. ワクワク♡キッチンカーニバル
作詞：川田瑠夏
2. レッツクッキン!
作詞：青島利幸
3. ワクワク♡キッチンカーニバル （TV Ver.）
4. レッツクッキン! （TV Ver.）
5. ワクワク♡キッチンカーニバル（inst.）
6. レッツクッキン!（inst.）

### DVD
1. ワクワク♡キッチンカーニバル
2. ワクワク♡キッチンカーニバル （inst.、歌詞付き）